# Toxopsiella alpina
Toxopsiella alpina là một loài nhện trong họ Deinopidae. T. alpina được miêu tả năm 1964 bởi Raymond Robert Forster.